# Камерон Бойс
Камерон Бойс (англ. Cameron Boyce) — американський актор і танцюрист, відомий за своїми ролями в художніх фільмах «Дзеркала», «На гачку», «Однокласники», «Спадкоємці», «Спадкоємці-2», «Спадкоємці-3» і в серіалі каналу Disney «Джессі». Помер внаслідок епілептичного припадку в ніч на 7 липня 2019 року о 2:35 ночі.

## Біографія
Народився 28 травня 1999 року, Лос-Анджелес, Каліфорнія, США.Жив в Лос-Анджелесі з матір'ю Ліббі Бойс, батьком Віктором, молодшою сестрою Майєю і собакою Сієнною. Цікавився хіп-хопом, брейк-дансом і грав у баскетбол. Разом зі своїми чотирма друзями він був членом команди з брейк-дансу X-MOB. Як говорив Камерон, він і дня не проживе без баскетболу і свого м'яча . Стверджував, що любить горіхи і ананаси.

## Кар'єра
У квітні 2011 року з'являється як гість в серіалі каналу Disney «Тримайся, Чарлі!», А пізніше, в тому ж місяці, виступив одним з танцюристів в день весілля принца Вільяма і Кетрін Міддлтон на American Broadcasting Company «Танці з зірками». У червні того ж року зіграв невелику роль в якості одного з однокласників Джуді в сімейної комедії фільму «Джуді Муді і не нудне літо». Місяцем пізніше був одним з танцюристів в серіалі каналу Disney «Танцювальна лихоманка» (одна серія). З вересня 2011 року по 2015 рік Бойс грав одну з головних ролей (Люк Росс) в телесеріалі каналу Disney «Джессі».
У липні 2013 року в світ вийшла друга частина фільму «Однокласники». Він також знявся у фільмі каналу Disney «Спадкоємці» в ролі сина Круелли Де Віль — Карлоса. У 2017 році вийшов фільм «Спадкоємці 2», де він знову зіграв роль Карлоса.

## Фільмографія
| Рік       | Українська назва                  | Оригінальна назва                       | Роль                  |
| --------- | --------------------------------- | --------------------------------------- | --------------------- |
| 2008      | Дзеркала                          | Mirrors                                 | Майкл Карсон          |
| 2011      | Щасти, Чарлі!                     | Good Luck Charlie                       | фальшивий Гейб Данкан |
| 2011      | Джоді Моді і не нудне літо        | Judy Moody and the Not Bummer Summer    | Хантер                |
| 2011      | Потанцюймо                        | Shake It Up                             | танцюрист             |
| 2011—2015 | Джессі                            | Jessie                                  | Люк Росс              |
| 2012      | Остін і Еллі                      | Austin & Ally                           | Люк Росс              |
| 2012—2015 | Джейк і пірати Небувалії          | Jake and the Never Land Pirates         | Джейк                 |
| 2013      | Однокласники 2                    | Grown Ups 2                             | Кейті Федер           |
| 2014      | Людина-павук. Щоденник супергероя | Ultimate Spider-Man                     | Люк Росс              |
| 2015      | Лів і Медді                       | Liv and Maddie                          | Крегг                 |
| 2015      | Спадкоємці                        | Descendants                             | Карлос                |
| 2015—2017 | Щоденник геймера                  | Gamer's Guide to Pretty Much Everything | Конор                 |
| 2015—2017 | Спадкоємці: Лиходійський світ     | Descendants: Wicked World               | Карлос                |
| 2016      | Реанімація                        | Code Black                              | Броді                 |
| 2016      | Літній табір                      | Bunk'd                                  | Люк Росс              |
| 2017      | Спадкоємці 2                      | Descendants 2                           | Карлос                |
| 2017      | Людина павук                      | Spider-Man                              | Герман Шульц / Шокер  |
| 2019      | Спадкоємці 3                      | Descendants 3                           | Карлос                |